# Qeshlāq Sorkheh
Qeshlāq Sorkheh (persiska: قشلاق سرخه, قِشلاق سوركِه) är en ort i Iran.   Den ligger i provinsen Kurdistan, i den nordvästra delen av landet, 400 km väster om huvudstaden Teheran. Qeshlāq Sorkheh ligger 1 832 meter över havet och antalet invånare är 126.
Terrängen runt Qeshlāq Sorkheh är kuperad västerut, men österut är den platt.Runt Qeshlāq Sorkheh är det ganska glesbefolkat, med 23 invånare per kvadratkilometer. Närmaste större samhälle är Bāgh Chaleh, 3,6 km norr om Qeshlāq Sorkheh. Trakten runt Qeshlāq Sorkheh består i huvudsak av gräsmarker.